# Кёниг, Готлиб
Готлиб Кёниг (нем. Gottlob König, 1779—1849) — немецкий лесовод и педагог.

## Биография
Готлиб Кёниг родился 18 июля 1779 года в городке Хардислебен в земле Тюрингия, где его отец Иоганн Кристоф Кениг (нем. Johann Christoph König; 1743—1789) служил клерком; мать — Джоанна Юлиана Вильгемина Кирстен (нем. Johanne Juliane Wilhelminia Kirsten; 1752 — † после 1794).
После практической подготовки к лесной службе, поступил в 1805 году лесничим в Рула, где и устроил частный лесной институт.
В 1821 году он перешёл на государственную лесную службу и открыл в 1830 году в Айзенахе частную высшую лесную школу, вскоре принятую правительством; в ней Кёниг состоял директором до конца жизни.
Имя Готлиба Кёнига пользовалось большой известностью в XIX веке в лесной таксации, где им предложены: доска-высотомер, старые (грудные) видовые числа, сравнительная высота, числовые расстояния, всеобщие таблицы для таксации запаса насаждений (таблицы эти составлены по поручению Российского лесного научно-технического общества для поощрения лесного хозяйства) и разработано в общем учение об оценке леса.
Среди наиболее известных трудов учёного: «Anleitung zur Holztaxation» (1813); «Zuverlässige and allgemeine brauchbare Holztaxations tafeln» (1813); «Die Forst-Mathematik in den Grenzen wirthschaftlichen Anwendung» (1835, 2-е изд. 1841; вместе с «Allgemeine Abschätzungstafeln» переведено на русский язык Г. Гречищевым — «Лесная математика», 1841; 5 изд. 1864); «Grundzüge der Buchenerziehung» (1846); «Die Waldpflege» (1849, 3 изд. 1875); «Die Forstbenutzung» (1851, посмертное изд. Гребе; 3 изд. 1882).
Готлиб Кёниг умер 22 октября 1849 года в городе Айзенахе.